# Asymblepharus eremchenkoi
Asymblepharus eremchenkoi là một loài thằn lằn trong họ Scincidae. Loài này được Panfilov miêu tả khoa học đầu tiên năm 1999.